# Hamnskär, Umeå kommun
Hamnskär är en bebyggelse söder om Hörnefors längst ut på udden med samma namn i Hörnefors socken i Umeå kommun. 2015 och 2023 avgränsade SCB här en småort. Före 2015 och återigen från 2020 till 2023 räknades orten som en del av tätorten Hörnefors. 